# Laurent Capet
Laurent Capet (Dieppe, 5 maggio 1972) è un ex pallavolista e allenatore di pallavolo francese.